# Megumu Tsuji
Pour les articles homonymes, voir Tsuji.
Megumu Tsuji (辻 恵), né le 12 juin 1948, est un homme politique, avocat et conseil en propriété industrielle japonais, membre du parti Reiwa Shinsengumi.
Il a été membre de la Chambre des représentants pendant deux mandats et secrétaire général adjoint du parti démocrate du Japon.

## Biographie et carrière politique
Megumu Tsuji naÎt dans la ville de Kyoto et grandit à Hirakata, dans la préfecture d'Osaka. Après avoir obtenu son diplôme du lycée préfectoral Otemae d'Osaka, il entre  au Département des arts libéraux de la Faculté des arts et des sciences à l'Université de Tokyo. Il participe au mouvement étudiant en conséquence directe de la mort de son camarade de lycée, Hiroaki Yamazaki, lors des manifestations contre l’aéroport de Haneda le 8 octobre 1967. Il est diplômé de la Faculté de Droit en 1973. Il est membre du Barreau de Tokyo. Il est également conseil en propriété industrielle depuis 1991.
Lors de la 43e élection générale à la Chambre des représentants le 9 novembre 2003, il se présente comme candidat du Parti démocrate dans la troisième circonscription de la préfecture d'Osaka, qui était la base électorale du père de son cousin Yoshiyuki Mukushiro. Il est battu par Masahiro Tabata du Kōmeitō, mais il est élu dans une circonscription à représentation proportionnelle. Lors des élections législatives japonaises de 2005, il perd contre Tabata comme lors de l'élection précédente et n'est pas élu au scrutin proportionnel. Trois mois après les élections, il quitte le Parti démocrate et se présente sans succès à l'élection du maire d'Osaka.
Après cela, il revient au Parti démocrate et se présente dans la dix-septième circonscription de la préfecture d'Osaka. Après avoir été élu lors des élections législatives japonaises de 2009, il devient secrétaire général adjoint du Parti démocrate.
En 2012, il présente sa démission de son poste de président par intérim de la commission des affaires générales du parti pour protester contre la décision du cabinet Noda d'augmenter la taxe à la consommation,. Le Parti démocrate du Japon suspend son adhésion au parti pendant deux mois.
En novembre de la même année, avant la dissolution de la Chambre des représentants, il est de nouveau reconnu par le Parti démocrate dans le 17e arrondissement d'Osaka et nommé par le Nouveau Parti populaire, mais le 30 de la même année, il présente sa démission au Parti démocrate, déclarant qu'il "allait rejoindre le Parti du futur du Japon. Le Parti démocrate du Japon l'expulse de ses rangs. Lors des élections législatives japonaises de 2012 tenue en décembre de la même année, il se présente comme candidat soutenu par le Parti du futur japonais et il est recommandé par le Nouveau parti Daichi, mais il n'obtient que 6,3 % des voix et arrive en 5ème place sur 6 candidats. Après la dissolution de son parti, il participe à l'assemblée générale fondatrice du Japan Future Party nouvellement lancé par Yukiko Kada.
Lors des élections législatives japonaises de 2014, il se présente comme candidat indépendant dans la neuvième circonscription de la préfecture d'Osaka avec notamment un programme d' « opposition au redémarrage des centrales nucléaires », mais il n'est pas élu.
En mars 2021, Reiwa Shinsengumi annonce soutenir Tsuji en tant que candidat de la huitième circonscription de la préfecture de Hyōgo lors des élections générales à la Chambre des représentants. Le 31 octobre, lors des élections législatives japonaises de 2021, il arrive 3e dans la circonscription uninominale et 2e dans la liste des candidats du bloc proportionnel Kinki, et n'est donc pas élu.
Le 7 avril 2022, Reiwa Shinsengumi annonce son soutien pour Tsuji lors des prochaines élections régulières à la Chambre des conseillers. Lors des élections à la Chambre des conseillers tenues le 10 juillet de la même année, il n'est pas élu.
En janvier 2023, Taro Yamamoto, le président de Reiwa Shinsengumi, annonce que Megumu Tsuji est une des cinq personnes choisies pour remplacer à tour de rôle, sur une base annuelle, jusqu'en juillet 2028, Hakase Suidobashi (en), après la démission de celui-ci de la Chambre des conseillers pour cause de dépression.
Le 29 août 2023, Reiwa Shinsengumi annonce son soutien pour Tsuji dans la quinzième circonscription de la préfecture d'Aichi lors des prochaines élections à la Chambre des représentants.

## Positions politiques
Tsuji soutient l'introduction d'un système de noms de famille différents pour les membres d'un couple marié.
Il considère que l’État japonais doit officiellement reconnaître les souffrances des "femmes de réconfort" pendant la Seconde guerre mondiale.
Concernant Tōru Hashimoto, alors gouverneur de la préfecture d'Osaka, il a déclaré : « À l'heure actuelle, le gouverneur de la préfecture d'Osaka profite de sa popularité pour coloniser Sakai et poursuivre ses ambitions politiques. Est-ce que Sakai doit être piétiné pour quelque chose comme ça ? ».